# Balón de Oro 1982

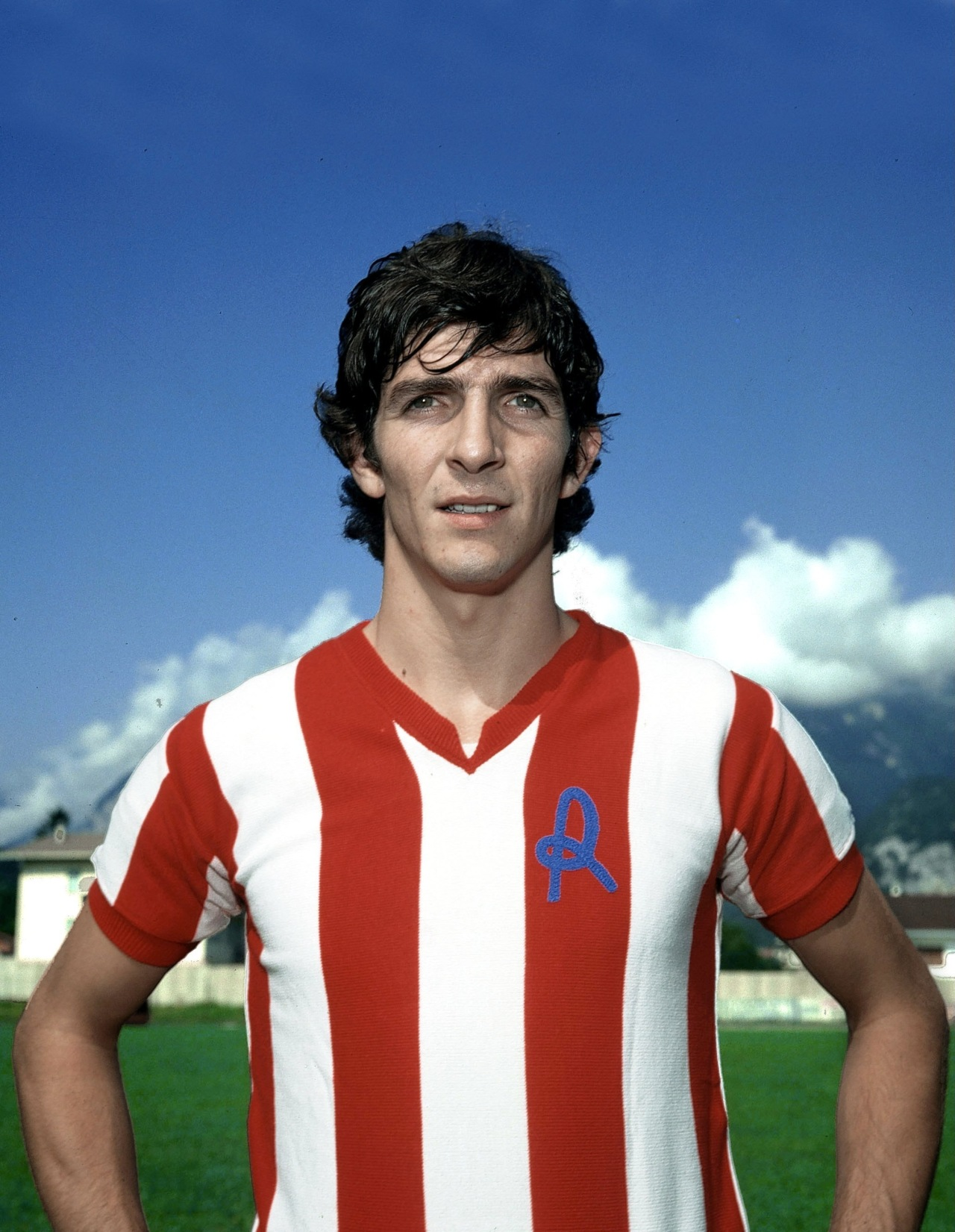
Paolo Rossi

La edición de 1982 del Balón de Oro, 27ª edición del premio de fútbol creado por la revista francesa France Football, fue ganada por el italiano Paolo Rossi (Juventus).
El jurado estuvo compuesto por 26 periodistas especializados, de cada una de las siguientes asociaciones miembros de la UEFA: Alemania Occidental, Alemania Oriental, Austria, Bélgica, Bulgaria, Checoslovaquia, Dinamarca, Escocia, España, Finlandia, Francia, Grecia, Hungría, Inglaterra, Irlanda, Italia, Luxemburgo, Países Bajos, Polonia, Portugal, Rumanía, Suecia, Suiza, Turquía, Unión Soviética y Yugoslavia.
El resultado de la votación fue publicado en el número 1916 de France Football, el 28 de diciembre de 1982.

## Sistema de votación
Cada uno de los miembros del jurado elige a los que a su juicio son los cinco mejores futbolistas europeos. El jugador elegido en primer lugar recibe cinco puntos, el elegido en segundo lugar cuatro puntos y así sucesivamente.
De esta forma, se repartieron 390 puntos, siendo 130 el máximo número de puntos que podía obtener cada jugador (en caso de que los 26 miembros del jurado le asignaran cinco puntos).

## Clasificación final
| Puesto | Jugador               | Equipo                        | Votos | Votos | Votos | Votos | Votos | Votos | Puntos |
| Puesto | Jugador               | Equipo                        | 1º    | 2º    | 3º    | 4º    | 5º    | Total | Puntos |
| ------ | --------------------- | ----------------------------- | ----- | ----- | ----- | ----- | ----- | ----- | ------ |
| 1º     | Paolo Rossi           | Juventus                      | 21    | 1     | 2     |       |       | 24    | 115    |
| 2º     | Alain Giresse         | Girondins Burdeos             |       | 8     | 6     | 5     | 4     | 23    | 64     |
| 3º     | Zbigniew Boniek       | Widzew Łódź / Juventus        |       | 7     | 5     | 4     | 2     | 18    | 53     |
| 4º     | Karl-Heinz Rummenigge | Bayern Múnich                 |       | 7     | 4     | 4     | 3     | 18    | 51     |
| 5º     | Bruno Conti           | Roma                          | 5     |       | 5     | 4     |       | 14    | 48     |
| 6º     | Rinat Dasáyev         | Spartak Moscú                 |       | 1     |       | 4     | 5     | 10    | 17     |
| 7º     | Pierre Littbarski     | Colonia                       |       | 1     | 1     | 1     | 1     | 4     | 10     |
| 8º     | Dino Zoff             | Juventus / Girondins Burdeos  |       |       | 2     | 1     | 1     | 4     | 9      |
| 9º     | Michel Platini        | Saint-Etienne / Juventus      |       |       |       | 1     | 3     | 4     | 5      |
| 10º    | Bernd Schuster        | Barcelona                     |       | 1     |       |       |       | 1     | 4      |
| 11º    | Giancarlo Antognoni   | Fiorentina                    |       |       | 1     |       |       | 1     | 3      |
| 12º    | Bruno Pezzey          | Eintracht Frankfurt           |       |       |       | 1     |       | 1     | 2      |
|        | Gaetano Scirea        | Juventus                      |       |       |       | 1     |       | 1     | 2      |
|        | Eric Gerets           | Standard Lieja                |       |       |       |       | 2     | 2     | 2      |
| 15º    | Paul Breitner         | Bayern Múnich                 |       |       |       |       | 1     | 1     | 1      |
|        | Torbjörn Nilsson      | IFK Göteborg / Kaiserslautern |       |       |       |       | 1     | 1     | 1      |
|        | Walter Schachner      | Cesena                        |       |       |       |       | 1     | 1     | 1      |
|        | Marco Tardelli        | Juventus                      |       |       |       |       | 1     | 1     | 1      |
|        | Marius Trésor         | Girondins Burdeos             |       |       |       |       | 1     | 1     | 1      |

## Curiosidades
- Alain Giresse y Marius Trésor, primeros futbolistas del Girondins Burdeos en obtener algún punto en la clasificación del Balón de Oro.
- Dos porteros, Rinat Dasáyev y Dino Zoff, aparecen en el Top 10 de la clasificación.
- Walter Schachner, primer futbolista del Cesena en obtener algún punto en la clasificación del Balón de Oro.